# Trachytrema castaneum
Trachytrema castaneum är en spindelart som beskrevs av Simon 1909. Trachytrema castaneum ingår i släktet Trachytrema och familjen Trochanteriidae.
Artens utbredningsområde är Western Australia. Inga underarter finns listade i Catalogue of Life.